# 斉藤愛璃
斉藤 愛璃（さいとう あいり、1989年12月6日 - ）は、神奈川県厚木市出身の女子プロゴルファーである。神奈川県立厚木北高等学校卒業。

## 経歴
小学2年生でゴルフを始め、中学3年次には日本ジュニアで5位入賞。厚木北高校3年次には日本女子アマ選手権でベスト16入りを果たし、同年のスタンレーレディスに出場した。
2010年には、程ヶ谷カントリーで勤務しながら、単年度登録選手としてプロツアーに参戦した。
2011年にプロテストに合格し、2012年の開幕戦である3月の第25回ダイキンオーキッドレディスゴルフトーナメントで三塚優子、李知姫と10アンダーで並び3人のプレーオフとなった。2ホール目で斉藤がパーセーブ後、三塚がわずか80cmの短いパーパットを外し、ツアー初優勝。プロテスト合格翌年の開幕戦での優勝は史上初の快挙だった。
2012年、レノボ・ジャパンとオフィシャル・スポンサー契約を締結した。契約期間は、同年3月1日から2013年2月28日まで。同年に賞金ランキング44位で初の賞金シード獲得。しかし翌2013年は同89位と1年で賞金シードを手放した。その後も2014年同61位、2015年同67位、2016年同74位とシード権を獲得できずにいる。

## 人物
- 身長165cm、体重55kgとスリムな体形だが筋力トレーニング好き[3]。
- 度々「美人ゴルファー」として取り上げられている[4][5]。

## テレビ出演
- 女子ゴルフペアマッチ選手権 (BS朝日) - 吉田弓美子とのペアでシーズン2準優勝